# Heath C. Heine
Heath Charles Heine (* 21. März 1977 in Waterloo, Black Hawk County, Iowa) ist ein US-amerikanischer Schauspieler, Filmproduzent und Stuntman. Er wirkt vor allem in Kurz- und Low-Budget-Filmen mit.

## Leben
Heine wurde am 21. März 1977 in Waterloo geboren. Sein Vater Robert M. Heine ist deutsch-englischer, seine Mutter Lynn K. Baird finnisch-schwedischer Herkunft. Mit seinem zweiten Vornamen Charles wurde er nach seinem Großvater benannt. Er hat eine zwei Jahre ältere Schwester. Bis zu der Scheidung seiner Eltern 1989 lebte die Familie in Lakewood, Colorado. Danach zog er mit seinem Vater und seiner Schwester nach Denver, wo sie sich im Norden der Stadt niederließen und Heine bereits ab seinem 13. Lebensjahr häufig mit dem Gesetz konfrontiert wurde. Über das Taekwondo fand er wieder in die Spur und erhielt später den schwarzen Gürtel. An der John F. Kennedy High School besuchte er Schauspielkurse, wurde aber bald vom Lehrer dazugedrängt, diese wieder zu verlassen, weil er dort nicht hineinpasse. Dennoch erhielt er erste Rollen zu regionalen Werbespots von Domino’s Pizza oder Old Chicago Pizza sowie auf nationaler Ebene für Ford. Er nahm Schauspielkurse an den AEC Studios und studierte ab 2005 an der Colorado Film School. Seit 2010 ist er mit Amber Heine verheiratet.
1998 übernahm Heine im Film Tiger Street Stunt- und Nebenrollen. Zu Beginn der 2000er Jahre folgten mehrere Besetzungen in Kurzfilmen. Ab den 2010er Jahren folgten verstärkt Tätigkeiten als Stuntman und Filmproduzent. 2018 übernahm er die titelgebende Hauptrolle des Mike „Army“ Armstrong im Film Army & Coop. 2020 war er im Film Dragon Soldiers in der Rolle des Bobby Tristan zu sehen. Für den Film war er auch Teil des Produzenten-Teams.

## Filmografie (Auswahl)

### Schauspiel
- 1998: Tiger Street
- 2003: Trigger Happy TV (Fernsehserie, Episode 1x01)
- 2005: Indie Film Adventures (Kurzfilm)
- 2006: The Denver Ninja Posse (Kurzfilm)
- 2007: Maintenance
- 2007: Return of the Ghostbusters
- 2009: Ink
- 2009: ER EXperience
- 2010: The Crippler (Kurzfilm)
- 2010: The Here Between (Kurzfilm)
- 2010: Evil Deeds 2
- 2010: Animal (Kurzfilm)
- 2011: The Crustacean Crisis (Kurzfilm)
- 2011: Neighborhood Watch (Kurzfilm)
- 2011: Assassins’ Code
- 2011: Pool Shark Precepts (Kurzfilm)
- 2012: Powers Unleashed: The Rhoda Powers Story (Kurzfilm)
- 2012: Worm (Kurzfilm)
- 2013: The Monster in the Basement (Kurzfilm)
- 2013: The Good Neighbor (Kurzfilm)
- 2013: Heer-oh (Kurzfilm)
- 2013: The Low Road, Baby (Kurzfilm)
- 2013: SANE in 1974
- 2013: The Pet Swindle (Kurzfilm)
- 2013: Five Steps (Kurzfilm)
- 2014: Ten Past Two (Kurzfilm)
- 2014: 476 A.D. Chapter One: The Last Light of Aries
- 2014: Hans Crippleton Talk to the Hans
- 2014: JCVDDV TimeCorps Recruitment Video (Kurzfilm)
- 2014: Fire Ripples (Kurzfilm)
- 2014: Wash Park
- 2015: The 2nd Unit (Fernsehserie, Episode 1x05)
- 2015: Oleander (Fernsehserie, Episode 1x01)
- 2015: LowLife (Kurzfilm)
- 2015: Hobbies (Kurzfilm)
- 2015: Between Haircuts (Kurzfilm)
- 2016: The 2nd Unit: Threshold (Kurzfilm)
- 2016: 476 A.D. Chapter Two: The Dawning of the Age of Pisces
- 2016: Defuse (Kurzfilm)
- 2016: 476 A.D.
- 2016: Terror Tales
- 2017: Tales from the Vault
- 2017: One Way (Kurzfilm)
- 2017–2019: Bored as Hell (Fernsehserie, 15 Episoden)
- 2018: Army & Coop
- 2018: College Pranks
- 2018: Collider
- 2018: Rage of the Mummy
- 2018: Project: Siren (Kurzfilm)
- 2019: Jurassic Thunder
- 2019: The 24 Hour Intimate Position (Kurzfilm)
- 2019: Monster Force Zero
- 2019: Holiday (Kurzfilm)
- 2020: Dragon Soldiers
- 2020: Rook
- 2020: Dark Reign: A SWTOR Fan Film (Kurzfilm)
- 2021: Battered (Kurzfilm)
- 2021: Ghosters Phantom Patrol
- 2021: Jurassic Hunt
- 2022: Real Stories of the Bible (Fernsehserie, 4 Episoden)

### Produktion
- 2011: Neighborhood Watch (Kurzfilm)
- 2015: Grit City (Kurzfilm)
- 2015: Between Haircuts (Kurzfilm)
- 2016: Terror Tales
- 2017: One Way (Kurzfilm)
- 2018: College Pranks
- 2019: Bored as Hell (Fernsehserie, 8 Episoden)
- 2019: Jurassic Thunder
- 2019: Holiday (Kurzfilm)
- 2020: Dragon Soldiers
- 2020: Dark Reign: A SWTOR Fan Film (Kurzfilm)
- 2021: Ghosters Phantom Patrol
- 2022: Real Stories of the Bible (Fernsehserie, Episode 1x02)

### Stunts
- 1998: Tiger Street
- 2010: The Crippler (Kurzfilm)
- 2011: Neighborhood Watch (Kurzfilm)
- 2013: The Low Road, Baby (Kurzfilm)
- 2014: 476 A.D. Chapter One: The Last Light of Aries
- 2014: Fire Ripples (Kurzfilm)
- 2018: Army & Coop
- 2018: Collider
- 2019: Jurassic Thunder
- 2020: Dark Reign: A SWTOR Fan Film (Kurzfilm)